# ماركو أنطونيو مندوزا
ماركو أنطونيو مندوزا (بالإسبانية: Marco Antonio Mendoza) (18 سبتمبر 1980 بمدينة مكسيكو في المكسيك - ) هو لاعب كرة قدم مكسيكي في مركز الوسط. لعب مع كلوب ليون ودورادوس سينالوا ونادي شلمنقة ‏ ونادي كوريكامينوس ‏ وLagartos de Tabasco ‏ وريبوسيروس دي لا بيداد ‏.